# Avrig
Avrig (del húngaro: Felek) es una ciudad de Rumania en el distrito de Sibiu.

## Geografía
Se encuentra a una altitud de 393 m s. n. m. a 289 km de la capital, Bucarest.

## Demografía
Según estimación 2012 contaba con una población de 13 838 habitantes.
| 1948 | 1956 | 1966 | 1977 | 1992   | 2002   | 2012   |
| s/d  | s/d  | s/d  | s/d  | 14 965 | 14 260 | 13 838 |